# Стронсейське чудовисько

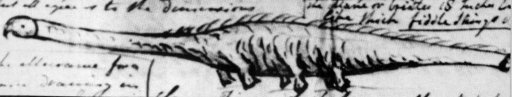
Ескіз «Стронсейського чудовиська». Сер Александр Гібсон, 1808 рік.

«Стронсейске чудовисько» (англ. Stronsay Beast) — назва трупу великої тварини, виявленого на острові Стронсей (Оркнейські острови, Шотландія) у 1808 році. Через стан тіла встановити його біологічний вид виявилося важко, і були висловлені гіпотези, ніби ця тварина являла собою представника раніше невідомого виду — можливо прообразу міфічного морського змія. Зараз вважається, що труп з великою ймовірністю належав велетенській акулі. Стронсейське чудовисько стало першим описаним в науковій літературі глобстером.

## Історія і опис
«Стронсейське чудовисько» було виявлено 25 вересня 1808 року на південно-східному узбережжі острова після шторму. Над трупом кружляла велика кількість морських птахів, що привернуло увагу місцевих мешканців. На той момент тіло знаходилося біля берегу на скелях, куди важко було дістатися, тому детально оглянути його вдалося лише через десять днів, коли новий шторм змив його зі скель і викинув на берег.
Тіло оглянули місцеві мешканці на чолі з чоловіком на ім'я Джордж Шерар. Істота мала змієподібне тіло, довжина якого складала 16,8 м (55 футів), з шиєю завдовжки 1,8 м (5 футів 3 дюйми). Частина хвоста була відсутня. Відзначено наявність решток трьох пар кінцівок, а також довгої щетинистої «гриви», що проходила вздовж тіла до хвоста (за словами очевидців, ці щетинки світилися у темряві). Шкіра істоти здавалася гладенькою, якщо по ній проводили рукою у напрямку хвоста і шершавою, якщо проводили в напрямку голови. У шлунку було виявлено невизначений вміст червоного кольору.

## Дослідження
Чутки про виявлення невідомої істоти швидко поширилися Великою Британією. Четверо мешканців острову, що оглядали і вимірювали труп, прибули до столиці Оркнейських островів Кіркволла і присягнули перед магістратом, що надані ними відомості про тіло є правдивими. Наприкінці вересня повідомлення про чудовисько досіягли Вернеріанського природодзнавчого товариства в Единбурзі. Тіло на той час розклалося до такого стану, що його дослідження було визнано таким, яке не дало б результатів. Вчені не змогли ідентифікувати тушу і висловили гіпотезу, що це невідомий раніше вид, можливо «морський змій». Натураліст Патрік Нілл дав новому виду наукову назву Halsydrus pontoppidani («морський змій Понтоппідана») на честь данського єпископа Еріка Понтоппідана, який доводив існування морського змія у своєму двохтомнику «Versuch einer natürlichen Geschichte Norwegens» («Природна історія Норвегії»), опублікованому в 1752—1753 роках.
Втім, невдовзі знахідкою зацікавився відомий лондонський анатом сер Еверард Гом. Оглянувши те, що лишилося від тіла, він зазначив, що розміри істоти завищено, і вона має лише 11 метрів (36 футів) у довжину. Він припустив, що це розкладений труп велетенської акули, досить поширеної у водах навколо Оркнейських островів, — зокрема, хребці «чудовиська» виявилися ідентичними акулячим. Згодом твердження Гома було підтримано іншими вченими.
Незвичний вигляд тіла пояснюється особливостями розкладання трупів велетенських акул. Під час цього процесу від трупу відпадає нижня щелепа, залишаючи лише верхню половину черепа, яку можна прийняти за маленьку голову на довгій шиї. Нижня частина хвосту також швидко згниває, і його рештки нагадують хвіст рептилії. «Грива» на спині істоти, очевидно, була променями спинного плавця. Шість кінцівок насправді являли собою рештки нижніх плавців і птеригоподіїв — зовнішніх чоловічих статевих органів акул. У такому випадку дивують лише розміри істоти — найбільша відома велетенська акула мала довжину лише 10 метрів (хоча існують сумнівні твердження і про більших акул, які як раз сягали розмірів «Стронсейського чудовиська»).